# Neil Smith
Neil Smith, född 9 januari 1952 i Kanada, var mellan 1989 och 2000 general manager för det amerikanska ishockeylaget New York Rangers i NHL.
Smith blev draftad av New York Islanders men lyckades aldrig att ta sig till NHL utan tillbringade tiden som aktiv mest i lägre ligor som International Hockey League, Eastern Hockey League och Northeastern Hockey League.
Efter spelarkarriären började han jobba som talangscout för Islanders och lagets chefsscout tillika assisterande General Manager, Jim Devellano. 1982 skrev Devellano kontrakt med Detroit Red Wings om att agera general manager åt klubben, och han valde att kontakta Smith om att följa honom till Detroit, Smith tackade ja till erbjudandet. Smith var general manager för Red Wings farmarlag Adirondack Red Wings, som lyckades bärga två Calder Cup (1985-86 & 1988-89).
1989 valde New York Rangers att ersätta sin dåvarande general manager, gamla storstjärnan Phil Esposito, med Smith, klubben hade då redan framtida storstjärnor i Brian Leetch och Mike Richter i truppen. Under de kommande åren fram till att Rangers vann sin efterlängtade Stanley Cup-seger säsongen 1993-94, draftades spelare som Aleksej Kovaljov, Sergej Nemchinov, Doug Weight och Sergej Zubov samtidigt som Smith verkligen gick in för att samla ihop gamla profilstarka spelare från Edmonton Oilers dynasti som Glenn Anderson, Jeff Beukeboom, Adam Graves, Kevin Lowe, Craig MacTavish, Mark Messier och Esa Tikkanen via trader och kontraktsskrivningar. Inför guldsäsongen 1993-94 valde Smith att sparka den dåvarande coachen Ron Smith och tog in den ytterst kontroversielle coachen Mike Keenan som lyckades motivera stjärnorna till att prestera ända tills Stanley Cup-bucklan kunde höjas i skyn av lagkaptenen Mark Messier inför ett slutsålt Madison Square Garden. Det var Rangers första Stanley Cup-seger sedan säsongen 1939-40. 
Under hela guldåret var Smith och Keenan rejält på kant med varandra och Keenan valde då lämna Rangers efter säsongen för St. Louis Blues, efter det kunde Rangers aldrig återhämta sig efter den enorma baksmällan som kom efter Stanley Cup-segern, och tränare kom och gick utan att någon kunde riktigt motivera de högavlönade spelarna till att återskapa gulddrömmarna från 1994. Efter att Rangers missade slutspelet för andra året i rad (1997-1998 och 1998-1999) tyckte Rangers ägare att det fick vara nog och Smith sparkades.
Smith höll sig borta från NHL fram till 8 juni 2006 när Islanders offentligt meddelade att man hade anställt Smith som ny general manager och Smith var lyrisk över att komma "hem" till Rhode Island där allt började för honom.
| ”                                                | "Knowing that I'll be working in the same office where one of my mentors, Bill Torrey, created a dynasty is an unbelievable feeling. Al Arbour, whom I owe everything to, gave me my first hockey job as an advance scout. I wear my Islanders Stanley Cup ring with immense pride. To be able to come full circle and return home to the Islanders is a dream." | „ |
| – Islanders dåvarande general manager Neil Smith | |   |

Men Smiths dröm höll i sig bara lite mer än en månad eftersom Islanders valde att sparka honom efter meningsskiljaktigheter med Islanders ägare Charles Wang hur organisationen skulle styras. Wang ville ha mer kollektivt bestämmande hur organisationen skulle jobba medan Smith inte tyckte det. Wang ersatte Smith med den gamla målvakten Garth Snow, som meddelade sin pensionering samma dag.
Smith äger sedan 2002 ishockeyklubben Greenville Road Warriors som är baserad i Greenville, South Carolina och spelar till vardags i farmarligan ECHL. Mellan åren 2002 och 2010 var laget dock baserat i Johnstown, Pennsylvania och hette då Johnstown Chiefs. Greenville Road Warriors agerar samarbetspartner åt Smiths gamla klubb New York Rangers och dess AHL-klubb Connecticut Whale.